# Microsoft Office 3.0
Microsoft Office 3.0是微软公司为Microsoft Windows操作系统推出的首款Microsoft Office软件。主要包含了Word 2.0c、Excel 4.0a、PowerPoint 3.0和一个网络信息客户端程序Mail。在Microsoft Office 3.0推出之前，这几个组件都是单独销售，然后被组合成了一个完整的办公套件。之后被命名为"Office 92"。
作为一个早期版本，Microsoft Office 3.0所使用的文件格式，例如Word使用的doc格式、Excel使用的xls格式以及PowerPoint使用的PPT格式仍可以在今天使用。